# Moggridgea anactenidia
Moggridgea anactenidia är en spindelart som beskrevs av Griswold 1987. Moggridgea anactenidia ingår i släktet Moggridgea och familjen Migidae.
Artens utbredningsområde är Kamerun. Inga underarter finns listade i Catalogue of Life.